# Cueva de la Taconera
La cueva de la Taconera es un abrigo con representaciones rupestres localizado en el término municipal de Los Barrios, provincia de Cádiz (España). Pertenece al conjunto de yacimientos rupestres denominado Arte sureño, muy relacionado con el arte rupestre del arco mediterráneo de la península ibérica. 
Esta cueva fue descubierta por el arqueólogo francés Henri Breuil en 1929 y publicada por primera vez en su obra Rock paintings of Southern Andalusia. A Description of a neolithic and copper age Art Group.. 
Se encuentra situada en la Sierra del Junquillo, cerca de la Cueva del Piruétano. Este abrigo de pequeñas dimensiones posee unos pocos trazos de pintura a los que su propio descubridor dio poca importancia y de los que no realizó calcos ni descripciones.